# Бретвиль-сюр-Одон
Бретви́ль-сюр-Одо́н (фр. Bretteville-sur-Odon) — коммуна во Франции, находится в регионе Нормандия, департамент Кальвадос, округ Кан, кантон Кан-1. Пригород Кана, примыкает к нему с запада. На территории коммуны располагается парк аттракционов Фестиленд (Festyland). 
Население (2018) — 3 919 человек. 

## Достопримечательности
- Башня старой церкви Нотр-Дам XIV века (сама церковь была разрушена во время Второй мировой войны)
- Современная церковь Нотр-Дам-де-Бон-Секур постройки 1960 года
- Поместье де ла Баронни (domaine de la Baronnie), исторический памятник

## Экономика
Структура занятости населения:
- сельское хозяйство — 0,0 %
- промышленность — 11,6 %
- строительство — 20,8 %
- торговля, транспорт и сфера услуг — 50,5 %
- государственные и муниципальные службы — 17,0 %.

Уровень безработицы (2017) — 9,8 % (Франция в целом —  13,4 %, департамент Кальвадос — 12,5 %). 

Среднегодовой доход на 1 человека, евро (2018) — 25 410 (Франция в целом — 21 730, департамент Кальвадос — 21 490).

## Демография
Динамика численности населения, чел.

## Администрация
Пост мэра Бретвиль-сюр-Одона с 2014 года занимает Патрик Лекаплен (Patrick Lecaplain). На муниципальных выборах 2020 года возглавляемый им независимый список победил в 1-м туре, получив 53,84 % голосов.
| Период | Период | Фамилия         | Партия        | Примечания               |
| ------ | ------ | --------------- | ------------- | ------------------------ |
| 1971   | 1984   | Жюль Вассёр     |               |                          |
| 1984   | 2001   | Жак Паке        |               | директор по персоналу    |
| 2001   | 2014   | Пьер Эстрад     | Разные правые | инженер                  |
| 2014   |        | Патрик Лекаплен | Разные правые | руководитель предприятия |

## Города-побратимы
- Вудбури, Великобритания
- Глаттбах, Германия
- Уонк, Сенегал

## Галерея
- Поместье де ла Баронни
- Церковь Нотр-Дам-де-Бон-Секур
- Шато Кийи

1. 1 2  база данных о французских коммунах — Национальный географический институт Франции, 2015.